# Sigma Scorpii
Pour les articles homonymes, voir Alniyat.
Désignations
Sigma Scorpii (σ Sco / σ Scorpii) dans la Désignation de Bayer est un système d'étoiles de la constellation du Scorpion. Elle porte également le nom traditionnel Alniyat qu'elle partage avec Tau Sco.

## Nomenclature
Alniyat est le nom propre de Sigma Scorpii / σ Sco aujourd’hui approuvé par l’Union astronomique internationale (UAI). C’est l’arabe النياط al-Niyāṭ, « les Artères », nom donné dans le ciel arabe traditionnel pour au couple στ Sco. Le nom fut introduit pour ce couple par Johann Bode (1801), à partir à partir de la traduction du یجِ سلطانی Zīğ-i Sulṭānī ou « Tables sultaniennes » d’Uluġ Bēg (1437) par Thomas Hyde (1665), qui donne la transcritpion AlNiyât, et par l'intermédiaire Friedrich Lach (1796) qui donne el nijât. Le nom s’est largement répandu dans les catalogues pour les deux étoiles, notamment grâce Richard Allen (1899), qui reprend en termes modernes la transcription de Thomas Hyde, soit Al-Niyāṭ. De la sorte, si le nom  Alniyat est donné au deux étoiles du couple 'στ Sco, σ Sco devrait être Alniyat [Anterior] et τ Sco Alniyat [Posterior].

## Propriétés
Sigma Scorpii est à 735 années-lumière de la Terre.
Sigma Scorpii est un système stellaire quadruple. Sa composante la plus brillante, désignée Sigma Scorpii Aa, est une binaire spectroscopique d'une période orbitale de 33 jours. Son étoile primaire, Sigma Scorpii Aa1, est une géante bleue de type spectral B1III. C'est une étoile variable de type Beta Cephei. Sa magnitude apparente varie de façon à peine perceptible entre +2,86 et +2,94 avec plusieurs périodes de 0,2468429, 0,239671 et 8,2 jours. Son compagnon, Sigma Scorpii Aa2, est une étoile bleu-blanc de la séquence principale de type spectral B1V.
En orbite autour de cette binaire à une distance de 0,4 seconde d'arc en date de 2019, ou à au moins 120 UA, quatre fois la distance Soleil–Neptune, se trouve Sigma Scorpii Ab, de magnitude +5,2 et dont la période orbitale est supérieure à cent ans. Il s'agit d'une étoile naine de type spectral B7V
Encore plus éloignée à 20,5 secondes d'arc, ou plus de 4500 UA, se trouve Sigma Scorpii B avec une magnitude de +8,42. C'est une naine de type B9,5V.